# 파라구

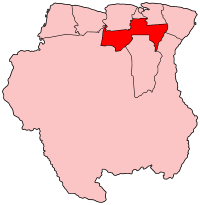
파라 구의 위치

파라구(네덜란드어: Para)는 수리남의 구로 행정 중심지는 온베르바흐트이며 면적은 5,393km2, 인구는 24,700명(2012년 기준), 인구 밀도는 4.6명/km2이다. 북쪽으로는 사라마카 구와 바니카 구, 코메베이너 구, 남쪽으로는 브로코폰도 구와 시팔리비니 구, 서쪽으로는 시팔리비니 구, 동쪽으로는 마로베이너 구, 시팔리비니 구와 접한다. 5개 지방 자치체를 관할한다.